# Beleg van Gergovia

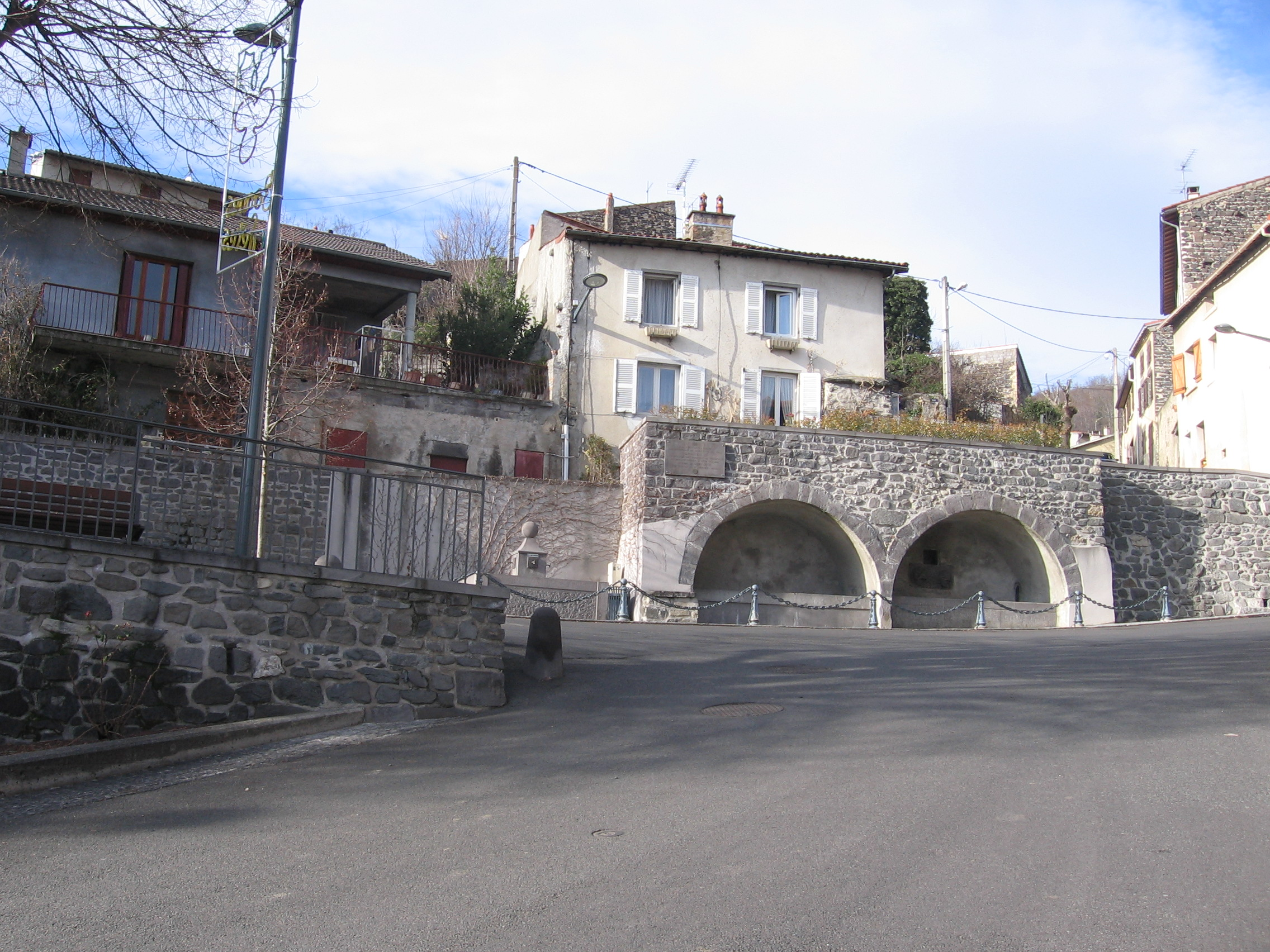
Restanten van de oude stad Gergovia.

Het Beleg van Gergovia was een slag tijdens de Gallische Oorlog. De slag werd gevochten tussen de Galliërs, onder leiding van Vercingetorix, en de Romeinen, onder leiding van Julius Caesar.

## Tactiek van Caesar
In de zomer van 52 v.Chr. splitste Caesar zijn legioenen op zodat zijn legatus Titus Labienus met vier legioenen de opstandige Gallische Senones en Parisii kon bestrijden en Caesar zelf met de overige zes legioenen Vercingetorix kon vervolgen. De eerste dagen ontliep Vercingetorix de strijd en trok voor de Romeinen uit. Toen hij uiteindelijk terrein betrad waar hij dacht de Romeinse troepen goed te kunnen weerstaan hield hij halt. Dat was bij het bergfort van Gergovia.
De eerste schermutselingen tussen Romeinen en Galliërs vonden plaats tussen de beide ruiterijen, waarbij de Romeinen terrein wonnen. Caesar besloot daarop een dubbele loopgraaf om Gergovia te bouwen om Vercingetorix en zijn mannen door deze circumvallatielinie af te snijden van bevoorrading en ze zo uit te putten.

## Afvallige hulptroepen
Er ging echter iets mis in de Romeinse strategie. Zoals vaker kregen Romeinse legers te maken met afvallige, inheemse hulptroepen: in dit geval de Gallische Haedui. Een troepenmacht van 10.000 man werd als hulp naar Caesar gestuurd maar tijdens de mars richtte de legatus legionis Litaviccus zich ineens tegen Caesar, door de troepenmacht door middel van een list aan te zetten tot verraad. Midden in de belegering van Gergovia moest Caesar dan ook besluiten om met vier legioenen de Haedui tegemoet te treden om aldaar de listige woorden van Litaviccus te ontkrachten en de opstand neer te slaan, opdat zij met hun verraad niet de toon zouden zetten voor de overige Galliërs.
Caesar wist de rebellie snel de kop in te drukken, maar de achtergebleven twee legioenen onder leiding van onderbevelhebber Gaius Fabius bij Gergovia waren inmiddels zwaar onder vuur komen te liggen en konden maar ternauwernood ontzet worden door de vier legioenen die met Caesar de opstand van de Haedui hadden onderdrukt. Nu de directe dreiging van de Haedui was weggenomen had Caesar weer de handen vrij om de confrontatie aan te gaan met Vercingetorix, die een gat had laten vallen in zijn verdedigingslinie.
Na een aanvankelijk succes voor de Romeinen ging er opnieuw iets mis. Toen de Romeinen de overhand leken te krijgen, gaf Caesar het bevel om terug te trekken naar beter verdedigbare grond. Dit bevel werd echter niet opgevolgd (volgens Caesar kregen de soldaten het bevel niet of negeerden ze het) en er volgde een vruchteloze bestorming van Gergovia.

## Onbeslist
Daags na de bestorming wilde Caesar Vercingetorix verleiden tot een gevecht op de vlakte, maar Vercingetorix hapte niet toe. Omdat een verdere belegering tot grote verliezen zou leiden en omdat de andere Gallische stammen zich steeds meer begonnen te roeren besloot Caesar daarom maar weer te vertrekken. Daarmee was deze militaire actie van Caesar de minst succesvolle van alle operaties zoals hij ze in zijn verslag beschrijft - sommigen spreken zelfs van een nederlaag, al kan de uitslag wellicht beter als 'onbeslist' worden beschouwd. Voor Vercingetorix was het daarentegen het hoogtepunt van zijn militaire carrière. Tijdens een bijeenkomst van Gallische stammen werd hij verkozen tot leider van alle Galliërs.

## Nederlaag bij Alesia
Vercingetorix besloot de Romeinen te achtervolgen en aan te vallen, wat uiteindelijk leidde tot zijn nederlaag in de Slag bij Alesia, waar de Romeinse belegering wel succesvol was en waar Caesar erin slaagde om de Gallische overmacht te verslaan - zowel de 80.000 troepen in Alesia alsook het ruim 246.000 man tellende ontzettingsleger dat zich naar Alesia had gespoed.